# Строве (Сијена)
Строве је насеље у Италији у округу Сијена, региону Тоскана.
Према процени из 2011. у насељу је живело 84 становника. Насеље се налази на надморској висини од 270 м.